# باد ألبير
باد ألبير (بالإنجليزية: Bud Alper)‏ هو مهندس الصوت ومهندس أمريكي، ولد في 24 أغسطس 1930 في لوس أنجلوس في الولايات المتحدة، وتوفي في 19 ديسمبر 2012.

## وصلات خارجية
- باد ألبير على موقع IMDb (الإنجليزية)
- باد ألبير على موقع قاعدة بيانات الفيلم (الإنجليزية)